# 横州市高级中学
横县中学（英語：Hengxian Middle School 或 Hengxian High School），简称横中，位于中国广西壮族自治区横县横州镇，在1923年由郭公讲院正式建为县立中学。现为广西示范性普通高中，有53个教学班，203位在编在岗教职工，3,348名在校高中生。